# Summerton
Summerton är en ort i Clarendon County i delstaten South Carolina, USA.